# Tungara-Frosch

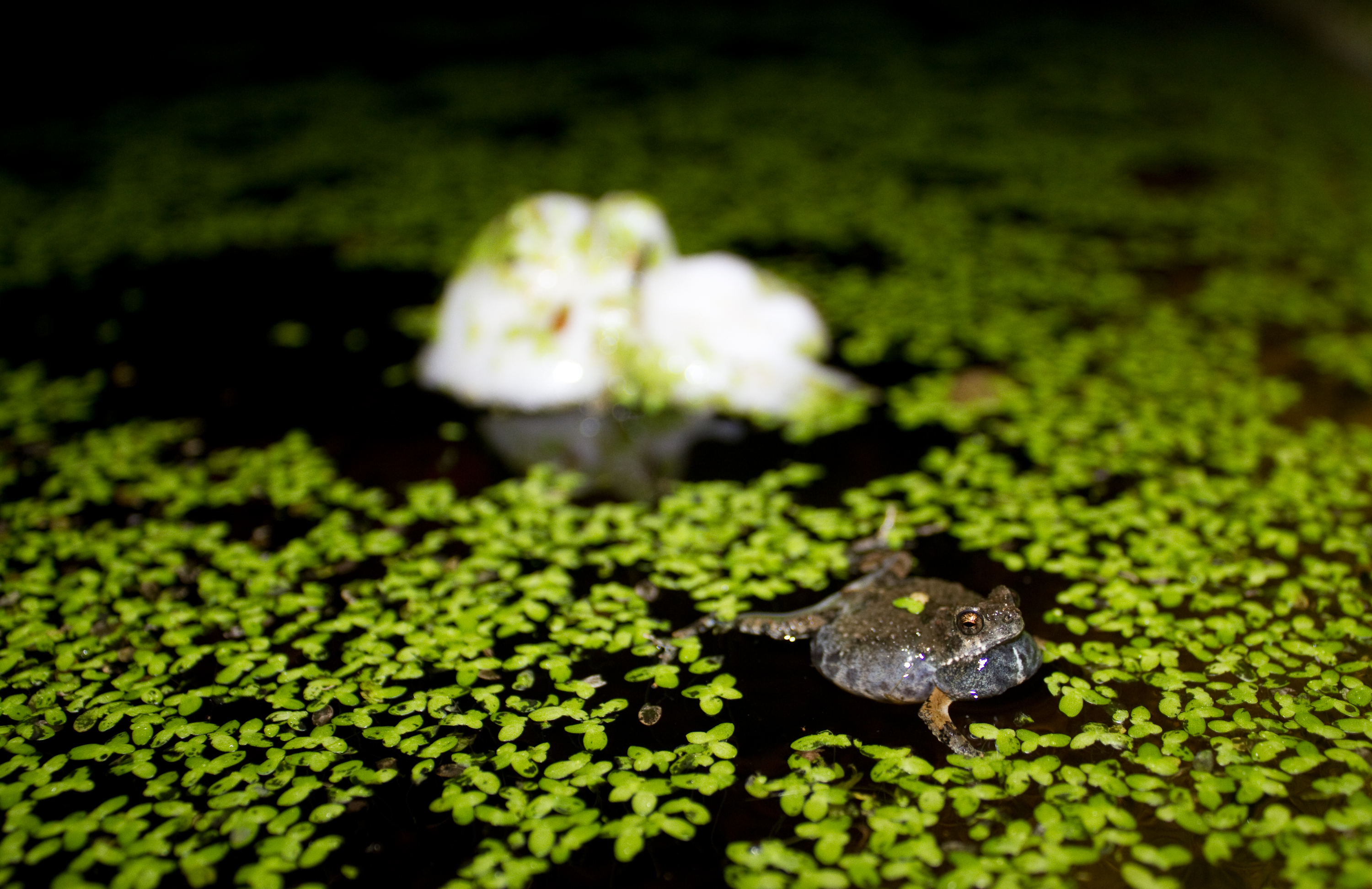
Engystomops pustulosus in seinem Habitat in Panama

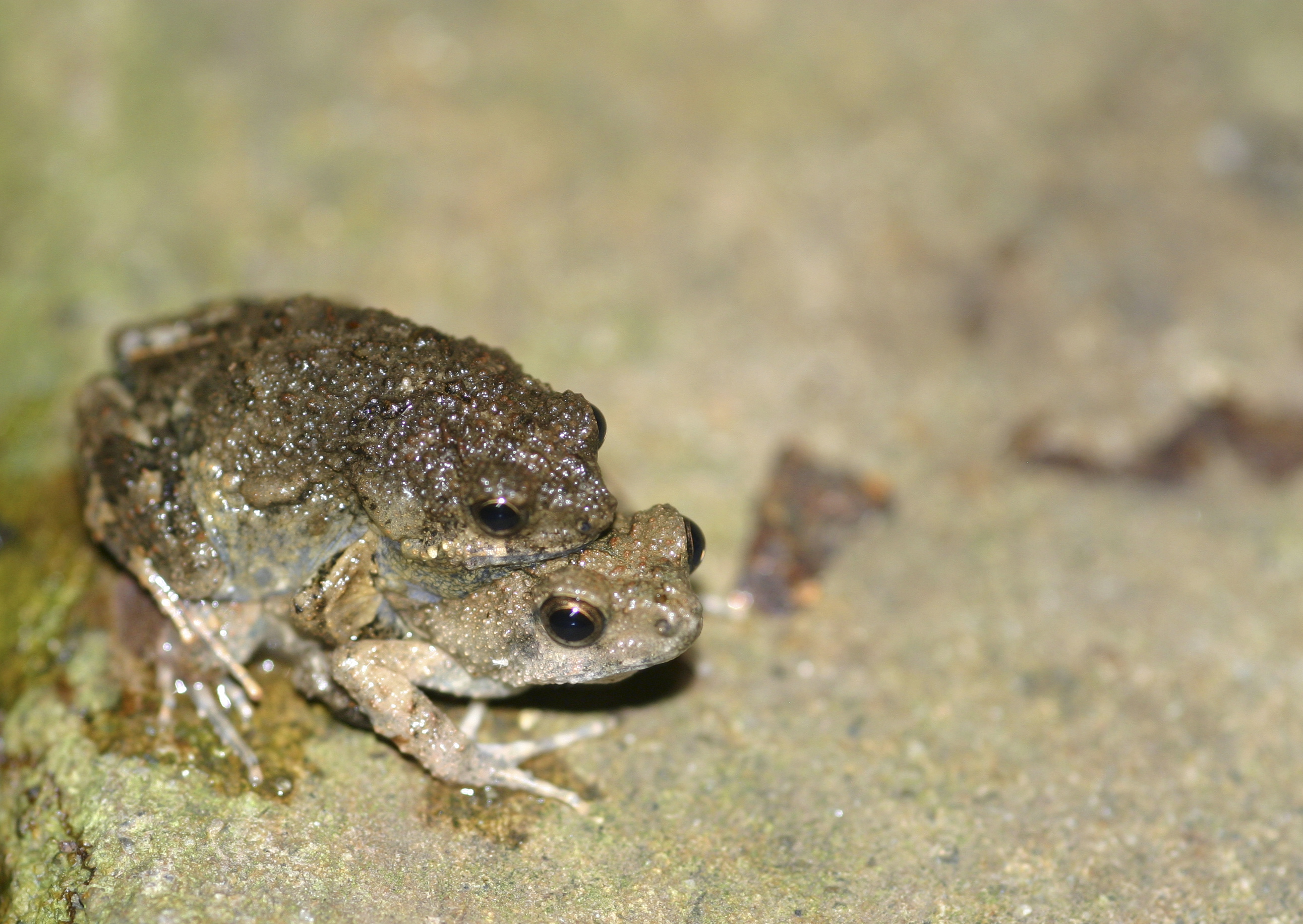
Engystomops pustulosus bei der Paarung

Der Tungara-Frosch (Engystomops pustulosus, Syn.: Physalaemus pustulosus), auch Augankrötchen genannt, ist ein Frosch aus der Unterfamilie Leiuperinae innerhalb der Familie Leptodactylidae.

## Merkmale
Die Männchen werden bis zu 3 Zentimeter lang, die Weibchen werden etwas größer. Die warzige Haut zeigt verschiedene Brauntöne, von sandfarben über dunkelbraun bis olivgrün. Die zahlreichen Pusteln und Warzen geben dem Tungara-Frosch das Erscheinungsbild einer Kröte und haben zum Artnamen pustulosus (warzig) geführt. Sie können auf dem Rücken in Längsreihen angeordnet sein oder im Zickzack verlaufen. In den meisten Fällen sind sie unregelmäßig auf der Haut verteilt. Auch auf dem Tympanum sitzen kleine Warzen.
Die Tungara-Frösche besitzen keine Zähnchen auf den Kieferknochen. Der erste Finger ist bei dieser Art länger als der zweite.

## Verbreitung
Das Hauptverbreitungsgebiet des Tungara-Frosches liegt in Süd- und Mittelamerika. Es reicht vom Orinoco im Süden bis nach Mexiko im Norden und umfasst Belize, Venezuela, Kolumbien, Panama, Costa Rica, Nicaragua, El Salvador, Honduras, Guatemala, Mexiko sowie die Inseln Trinidad und Tobago. 
Das mittelamerikanische Verbreitungsgebiet wurde von Südamerika aus schon vor zehn bis sechs Millionen Jahren besiedelt, als es noch keine Landbrücke zwischen den beiden amerikanischen Kontinenten gab. Durch die biogeographische Trennung entwickelten sich allopatrisch zwei genetisch unterschiedliche Gruppen, die aber nicht als eigene Arten angesehen werden können. Nach der Vollendung der Landbrücke vor rund drei Millionen Jahren kam es in Panama und Costa Rica wieder zu einer Durchmischung der beiden Gruppen, was durch molekulargenetische Untersuchungen an Fröschen aus dem Westen Panamas und dem Nordwesten Costa Ricas nachgewiesen werden konnte. Durch eiszeitliche Ereignisse kam es aber auch später immer wieder zu Unterbrechungen und Lücken im Verbreitungsgebiet.
Der Frosch kommt hauptsächlich im Flachland vor. Dazu zählen auch subtropische und tropische Savannen sowie saisonal feuchte oder überflutete Graslandschaften, Sumpfgebiete und Weiden sowie offene oder degradierte Wälder mit Gräben und Teichen.

## Lebensweise
Das Werbungsverhalten einiger Arten und die Reaktionen der Weibchen auf die Rufe der Männchen zur Paarungszeit wurden eingehend untersucht. Die Männchen rufen in der Nacht vom Wasser aus, die Lautfolge ist von großer Komplexität.
Während der Paarung im Wasser gibt das Weibchen ein proteinhaltiges Sekret ab, das vom Männchen zu einem Schaum geschlagen wird. Dieses Schaumnest nimmt die befruchteten Eier bis zum Schlüpfen der Kaulquappen auf. Es sorgt für das Überleben der Brut bei fallweiser Trockenheit. Verschiedene Eiweiße im Schaum schützen die Eier vor Austrocknung und der direkten Sonneneinstrahlung sowie vor Parasitenbefall. Die Kaulquappen schlüpfen in der Regel nach vier Tagen, der Schaum kann jedoch bei einer Verzögerung der Entwicklung bis zu zwei Wochen lang seine Funktion erfüllen. 
Das Protein Ranaspumin-2 aus dem Schaum kann als Trägersubstanz verwendet werden, um Künstliche Photosynthese außerhalb von Zellen in Gang zu bringen. Diese neue Methode zur Energiegewinnung gewann 2011 den Earth Award.

## Gefährdung
Der Tungara-Frosch ist im nördlichen Südamerika und in Mittelamerika sehr häufig. Seltener kommt er im Südwesten des mexikanischen Bundesstaates Campeche und in Belize vor. Vorkommen in Guyana sind wahrscheinlich, aber nicht offiziell bestätigt. Wegen ihrer Häufigkeit und dem großen Verbreitungsgebiet werden die Populationen des Frosches von der IUCN als stabil und nicht gefährdet angesehen.

## Taxonomie und Systematik
Der Tungara-Frosch (Engystomops pustulosus) gehörte lange Zeit zur Gattung der Lidblasenfrösche (Physalaemus) und wurde 2005 zusammen mit den anderen Arten der Physalaemus-pustulosus-Gruppe als eigene Gattung ausgegliedert. Diese erhielt den Namen Engystomops nach einer 1872 von Jiménez-de-la-Espada beschriebenen Gattung, zu der damals nur die mit dem Tungara-Frosch nahe verwandte Art Engystomops petersi gehörte, bis sie 1970 in die Gattung Physalaemus eingegliedert wurde.
Im Jahr 2006 wurde die große Gruppe der Südfrösche (Familie Leptodactylidae im weiteren Sinn) auf verschiedene, zum Teil neu errichtete Familien aufgeteilt. Zusammen mit anderen Gattungen wurde Engystomops in die Familie der Leiuperidae gestellt, die jedoch später als Unterfamilie wieder in die Familie Pfeiffrösche (Familie Leptodactylidae im engeren Sinn) eingegliedert wurde.